# جوزيبي أيالا
جوزيبي أيالا هو رجل قضاء وقاضي وسياسي إيطالي، ولد في 18 مايو 1945 في قلعة النساء في إيطاليا. نشط حزبياً في الحزب الجمهوري الإيطالي. وقد انتخب عضو مجلس النواب في الجمهورية الإيطالية ‏ خلال فترته النيابية (15 أبريل 1994 – 8 مايو 1996) وانتخب عضو مجلس النواب في الجمهورية الإيطالية ‏ خلال فترته النيابية ‏ (23 أبريل 1992 – 14 أبريل 1994) وانتخب عضو مجلس الشيوخ الإيطالي ‏.